# 炎拳
《炎拳》（日語：ファイアパンチ）是日本漫畫家藤本樹創作的漫畫作品。于2016年4月18日在集英社的网络漫画发布网站《少年Jump+》上正式开始连载。單行本全8卷。

## 概要
藤本樹凭借2013年11月的短篇漫画《戀愛令人盲目》（日語：恋は盲目）出道，这是他的首部连载漫画作品。
宝岛社举办的这本漫画真厉害！2016年9月期男生篇中以222分排名第一。

## 故事

### 設定
天生就能運用奇蹟（超能力）的人們被稱之為祝福者。在不遠的未來，地球進入冰河時期，多數人類離開地球另謀生路，而不願離開的人就必須忍受飢餓和寒冷。為了讓民眾燃起希望，貝亨杜魯閣王國宣稱這個冰冷的世界是名為「冰之魔女」的祝福者一手造成，但這套劇本實際上卻蒙騙了百姓，並鞏固王國的權力。

### 劇情大綱
具有再生能力的少年艾格尼和妹妹露娜相依為命，他將自己的肉切下來分給村民，讓他們度過飢荒。一日，貝亨杜魯閣的軍隊造訪當地，隊長鐸馬發現村民以人肉為食後憤而燒毀村子，露娜留下希望哥哥能活下去的遺言後便被燒死，鐸馬的火焰在將目標燒死前不會熄滅，因此被火焰包覆、卻又不斷再生的艾格尼踏上了復仇的旅途。
艾格尼在旅途中殺害許多貝亨杜魯閣的軍隊，因此得救的男孩薩恩因為崇拜艾格尼而與他同行。長相神似露娜的軍人猶妲捉住艾格尼，砍下他的頭後打算把他丟到海裡，而薩恩則是被和另一名奴隸少女涅妮特關在一起。熱衷電影的托嘉塔認為艾格尼是有趣的傢伙，打算拍攝以他為主角的電影，於是托嘉塔打倒了軍隊，救出涅妮特並要她擔任攝影師，接著她救出艾格尼，向他保證自己會編導一齣復仇大戲，條件是艾格尼必須擔綱電影的主角。她還告訴艾格尼，人死後會進到電影院裡看電影。托嘉塔鍛鍊艾格尼的武術和演技，讓他飾演「只要能殺了鐸馬什麼都願意做」的復仇者，接著又到王國，強逼被監禁的囚犯與艾格尼戰鬥。艾格尼在抵達王國後經過囚禁奴隸的地牢，他意識到自己在乎的並非復仇，只是不想對這個殘酷的世界服輸，因此不想對發生在自己面前的死亡視若無睹，便救出奴隸和薩恩。艾格尼使出絕招「炎拳」擊敗囚犯，也點燃奴隸們的希望，他們將艾格尼視為神祇，成了艾格尼教的信徒。
猶妲無法忍受繼續以「冰之魔女」的故事欺騙百姓，便主動觸摸艾格尼的火焰以求一死，但謊稱自己是冰之魔女的蘇列暗中救了她。蘇列表示，拯救地球的方式是讓猶妲變成可吸取地球上所有生命的大樹，產生足以讓地球回暖的熱量。為了讓信徒有依託，艾格尼扮起神的角色，之後他與鐸馬對談。鐸馬向艾格尼致歉，坦承自己過去受到王國使用從托嘉塔那裡搶來的爛電影洗腦，因此他想帶給學生正確的教育。艾格尼看到助人的鐸馬，原本也想打消復仇的念頭，但仍止不住憎恨，將鐸馬和他的學生全部燒死，之後他也投海自盡，但托嘉塔捨身救了他。
猶妲變成大樹，消除了艾格尼身上的火焰，兩人在戰鬥中失去了部分記憶。為了讓自己有活下去的理由，艾格尼強行將猶妲視為露娜，而失去了王國的猶妲也透過扮演露娜獲得生存意義，他們和鐸馬的女兒泰娜及學生住在一起，在往後的十年間，兩人逐漸萌生愛芽。薩恩被信徒奉為新的「炎拳」，蘇列派人企圖奪回猶妲，重新執行讓她變成樹的計畫。艾格尼擊退對方後和泰娜爭執，因而被鐸馬的孫子的火焰點燃，全身再度纏繞烈焰，恢復過去的「炎拳」形象。猶妲和涅妮特交涉後將她帶回，但對艾格尼的信仰走火入魔的薩恩將猶妲視為擄走艾格尼的背叛者，執意燒死他，所幸艾格尼及時現身救了她。猶妲告訴艾格尼，他已不必再扮演復仇者、電影主角、神或是炎拳，只要能做自己並幸福地活下去就好，之後猶妲變成了樹。
80年後，世界逐漸回暖，涅妮特建了電影院，艾格尼在電影院看著托嘉塔拍下的以自己為主角的電影，並在數千萬年後，與猶妲在虛無的宇宙中再會，一同進入了電影院。

## 登场人物
艾格尼/阿格尼
男主角，再生能力者，原本與妹妹生活於一普通村莊，利用自己的再生能力砍下手臂給缺乏糧食的村民吃，在貝西姆德魯克軍隊來「借」糧食時，被當時的指揮官鐸馬用不滅的火焰焚燒全身，卻因為過於強大的再生能力而維持在烈火焚身的狀態不斷承受痛楚，原本想放棄再生的他因妹妹斷氣前鼓勵他活下去，之後便為了復仇而生。
露娜
艾格尼的妹妹，再生能力者，與哥哥生活於一普通村莊，非常愛慕哥哥，甚至有了與哥哥「生小孩」的想法，在鐸馬焚燒村莊時因再生能力較弱而成為焦炭死亡。
薩恩/桑
名字意為太陽，雷電能力者，主角在成為火人後的第八年碰巧救的一個男孩，相貌極似女生因而經常被誤認，性格單純、樂觀，稱呼艾格尼為神大人，周圍的人也會被其個性影響而擁有希望，最後遭到失憶的阿格尼焚燒致死
涅妮特/奈奈特
薩恩被軍隊捉住時一起被關進房間的少女，黑髮，頗機靈，之後在火車上被托嘉塔搭救，代價是當攝影小妹。
托嘉塔/利賀田
活了300歲的超強再生能力者，唯一一個看過冰河時期前的人類社會的人，雖然身體是女性卻非常嚮往男人，曾做過變性手術，卻因再生能力而失敗，夢想是拍出一部好電影，徒手戰鬥能力極強。

## 出版书籍
| 卷数 | 集英社        | 集英社                 | 東立出版社     | 東立出版社             |
| 卷数 | 發售日期      | ISBN                   | 發售日期       | ISBN                   |
| ---- | ------------- | ---------------------- | -------------- | ---------------------- |
| 1    | 2016年7月4日  | ISBN 978-4-08-880731-7 | 2017年4月17日  | ISBN 978-986-482-962-0 |
| 2    | 2016年10月4日 | ISBN 978-4-08-880797-3 | 2017年9月28日  | ISBN 978-986-482-963-7 |
| 3    | 2016年12月2日 | ISBN 978-4-08-880873-4 | 2018年1月5日   | ISBN 978-986-482-964-4 |
| 4    | 2017年3月3日  | ISBN 978-4-08-881014-0 | 2018年2月1日   | ISBN 978-986-482-965-1 |
| 5    | 2017年6月4日  | ISBN 978-4-08-881061-4 | 2018年12月25日 | ISBN 978-986-486-456-0 |
| 6    | 2017年8月4日  | ISBN 978-4-08-881147-5 | 2019年1月25日  | ISBN 978-986-486-728-8 |
| 7    | 2017年11月2日 | ISBN 978-4-08-881170-3 | 2019年2月25日  | ISBN 978-957-26-0157-0 |
| 8    | 2018年2月2日  | ISBN 978-4-08-881327-1 | 2019年8月29日  | ISBN 978-957-26-0647-6 |

## 外部連結
- 少年Jump+「炎拳」連載網頁 （页面存档备份，存于）